# Mistrovství Československa jednotlivců na klasické ploché dráze 1984
Mistrovství Československa jednotlivců na klasické ploché dráze 1984 bylo tvořeno 6 závody.

## Závody
Z1 = Pardubice – 11. 4. 1984 
Z2 = Plzeň – 15. 4. 1984
Z3 = Slaný – 9. 5. 1984
Z4 = Praha – 10. 5. 1984
Z5 = Žarnovica – 30. 6. 1984
Z6 = Březolupy – 1. 7. 1984

## Celkové výsledky
| Pořadí | Jméno                | Klub              | Body | Body celkem |
| ------ | -------------------- | ----------------- | ---- | ----------- |
| 1.     | Aleš Dryml           | Pardubice         |      | 75          |
| 2.     | Antonín Kasper       | Rudá hvězda Praha |      | 73          |
| 3.     | Petr Ondrašík        | Rudá hvězda Praha |      | 64          |
| 4.     | Václav Verner        | Pardubice         |      | 59          |
| 5.     | Pavel Karnas         | Pardubice         |      | 46          |
| 6.     | Lubomír Jedek        | Rudá hvězda Praha |      | 45          |
| 7.     | Jiří Svoboda         | Rudá hvězda Praha |      | 41          |
| 8.     | Zdeněk Schneiderwind | Rudá hvězda Praha |      | 41          |
| 9.     | Ladislav Hradecký    | Slaný             |      | 39          |
| 10.    | Zdeno Vaculík        | Žarnovica         |      | 39          |
| 11.    | Stanislav Urban      | Pardubice         |      | 39          |
| 12.    | Petr Vandírek        | Rudá hvězda Praha |      | 30          |
| 13.    | Emil Sova            | Pardubice         |      | 30          |
| 14.    | Jan Verner           | Rudá hvězda Praha |      | 28          |
| 15.    | Petr Kučera          | Pardubice         |      | 22          |
| 16.    | Roman Matoušek       | Rudá hvězda Praha |      | 18          |
| 17.    | Jaromír Bartoš       | Plzeň             |      | 16          |
| 18.    | Jiří Štancl          | Rudá hvězda Praha |      | 16          |
| 19.    | Jindřich Dominik     | Plzeň             |      | 2           |

### 1. závod Pardubice - 11. dubna 1984
| Pořadí | Jméno             | Klub              | Body | Body celkem |
| ------ | ----------------- | ----------------- | ---- | ----------- |
| 1.     | Ladislav Hradecký | Slaný             |      | 14          |
| 2.     | Antonín Kasper    | Rudá hvězda Praha |      | 13          |
| 3.     | Aleš Dryml        | Pardubice         |      | 12          |
| 4.     | Pavel Karnas      | Pardubice         |      | 12          |
| 5.     | Roman Matoušek    | Rudá hvězda Praha |      | 10          |
| 5.     | Jiří Svoboda      | Rudá hvězda Praha |      | 10          |
| 5.     | Petr Ondrašík     | Rudá hvězda Praha |      | 10          |

### 2. závod Plzeň - 15. dubna 1984
| Pořadí | Jméno             | Klub              | Body | Body celkem |
| ------ | ----------------- | ----------------- | ---- | ----------- |
| 1.     | Aleš Dryml        | Pardubice         |      | 13          |
| 2.     | Václav Verner     | Pardubice         |      | 13          |
| 3.     | Jiří Svoboda      | Rudá hvězda Praha |      | 12          |
| 4.     | Antonín Kasper    | Rudá hvězda Praha |      | 10          |
| 5.     | Ladislav Hradecký | Slaný             |      | 9           |

### 3. závod Slaný - 9. května 1984
| Pořadí | Jméno             | Klub              | Body | Body celkem |
| ------ | ----------------- | ----------------- | ---- | ----------- |
| 1.     | Aleš Dryml        | Pardubice         |      | 14          |
| 2.     | Antonín Kasper    | Rudá hvězda Praha |      | 13          |
| 3.     | Petr Ondrašík     | Rudá hvězda Praha |      | 13          |
| 4.     | Václav Verner     | Pardubice         |      | 13          |
| 5.     | Lubomír Jedek     | Rudá hvězda Praha |      | 10          |
| 6.     | Jiří Svoboda      | Rudá hvězda Praha |      | 9           |
| 7.     | Ladislav Hradecký | Slaný             |      | 7           |
| 8.     | Zdeno Vaculík     | Žarnovica         |      | 6           |

### 5. závod Žarnovica - 30. června 1984
| Pořadí | Jméno                | Klub              | Body | Body celkem |
| ------ | -------------------- | ----------------- | ---- | ----------- |
| 1.     | Petr Ondrašík        | Rudá hvězda Praha |      | 14          |
| 2.     | Aleš Dryml           | Pardubice         |      | 14          |
| 3.     | Lubomír Jedek        | Rudá hvězda Praha |      | 11          |
| 4.     | Václav Verner        | Pardubice         |      | 14          |
| 5.     | Antonín Kasper       | Rudá hvězda Praha |      | 10          |
| 6.     | Zdeněk Schneiderwind | Rudá hvězda Praha |      | 10          |

### 6. závod Březolupy - 1. července 1984
| Pořadí | Jméno          | Klub              | Body | Body celkem |
| ------ | -------------- | ----------------- | ---- | ----------- |
| 1.     | Aleš Dryml     | Pardubice         |      | 15          |
| 2.     | Antonín Kasper | Rudá hvězda Praha |      | 14          |
| 3.     | Petr Ondrašík  | Rudá hvězda Praha |      | 10          |
| 4.     | Václav Verner  | Pardubice         |      | 10          |
| 5.     | Petr Vandírek  | Rudá hvězda Praha |      | 10          |
| 6.     | Pavel Karnas   | Pardubice         |      | 10          |